# دیزج سفید
دیزج سفید یکی از روستاهای استان آذربایجان شرقی است که در دهستان رازلیق بخش مرکزی شهرستان سرآب واقع شده‌است.